# Tălmaciu
Tălmaciu (in ungherese Nagy-Talmács, in tedesco Talmesch) è una città della Romania di 7296 abitanti, ubicata nel distretto di Sibiu, nella regione storica della Transilvania.
Fanno parte dell'area amministrativa anche le località di Colonia Tălmaciu e Tălmăcel.
Nel 2004 si sono staccate da Tălmaciu le località di Boiţa, Lazaret, Lotrioara e Paltin, andate a formare il comune di Boița.
Tălmaciu ospita le rovine di un castello che venne costruito nel XIV secolo e citato per la prima volta in un documento del 1370. Inteso come uno dei baluardi contro le invasioni Ottomane, dimostrò presto di non essere sufficientemente efficace per questo scopo e venne demolito su ordine di Mattia Corvino nel 1483.

## Amministrazione

### Gemellaggi
- Vitré